# Lovens Bog
 Der er for få eller ingen kildehenvisninger i denne artikel, hvilket er et problem. Du kan hjælpe ved at angive troværdige kilder til de påstande, som fremføres i artiklen.

Lovens Bog er den almindelige titel for bogen Liber AL vel Legis sub figura CCXX. Bogen hævder at være et profetisk skrift dikteret til den engelske okkultist og eventyrer Aleister Crowley af den praterhumane entitet Aiwass. Diktatet af bogen foregik – ifølge Aleister Crowley i Kairo på den 8., 9. og 10. april 1904. Bogens budskab er, at der ved modtagelsen indstiftes en ny tidsalder, med Aleister Crowley som profet, den såkaldte Horus Aeon, hvor hovedbudskabet består i sætningen "Gør hvad du vil skal være hele Loven."
Udtrykket Lovens Bog anvendes også i ældre frimureriske ritualer som betegnelse for den bog, hvorpå kandidaten aflægger sine eder. I engelsk frimureri tolkes dette som Den Hellige Skrift mens franske frimurere hælder til, at udtrykket Lovens Bog betyder logens forfatning.